# Yseult Digan
Yseult Digan, dite YZ (prononcer /ɛjə/) ou parfois Yseult YZ Digan, est une artiste visuelle, vidéaste, peintre, pochoiriste, dessinatrice et street artiste franco-anglaise, née le 4 septembre 1975 à Chateauroux,.

## Biographie
Après des études d’audiovisuel, YZ se fait connaître à partir de 2003 grâce à la série Open Your Eyes initiée avec l'artiste Missill, : 30 portraits identiques disposés dans Paris, qui une fois reliés sur une carte, forment ce même portrait. Ce projet fait ensuite le tour du monde : New York, Berlin, Bamako, Hong Kong, Brazzaville, Moscou,,,...
En 2017, la réalisation d'un nouveau timbre d'usage courant lui est confiée par le Président de la République Emmanuel Macron : sa « Marianne l'engagée », illustration définitive du timbre mis en service en 2018, est gravée par Elsa Catelin.

## Expositions, évènements et réalisations
2022

I Will Always See You par YZ, entrée du tunnel sous la Manche

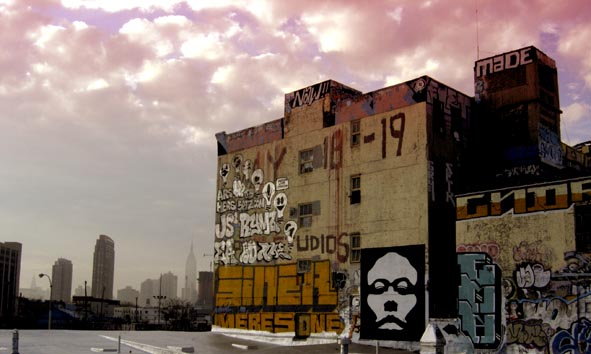
Open Your Eyes in New York (2005) par YZ

- Capitale(s) : 60 ans d'art urbain à Paris, exposition collective, Hôtel de Ville de Paris (15 octobre 2022 - 11 février 2023)[12]
- I:REVERSIBLE, (No) Borders project, duo avec Tamara Alves, Institut Français & Underdogs Gallery, Nazaré (Portugal) (14 juin - 17 juin 2022)[13]
- Urbain.es, exposition collective, Roubaix (31 mars - 24 juillet 2022)[14],[15]

2021
- Empress Amazigh, exposition solo, Fondation Goodplanet, Paris (19 juin - 29 août 2021)
- Anamnèse, exposition solo, galerie Very Yes, Saint-Pierre, La Réunion (20 mars - 30 avril 2021)

2020
- Opération #Loveplanet,70 affiches d'artistes à télécharger et coller dans les rues du monde entier, lancement de la campagne d'affichage, projet soutenu par le collectif Street art Rebellion et Extinction Rebellion (2020)[16],[17]

2019
- Empress, exposition solo, Collégiale Saint-Pierre, Orléans (29 juin - 25 août 2019)[18],[19]
- Street Vendors, exposition solo, galerie Louis-Simone Guirandou, Abidjan (18 avril - 30 mai 2019)[20]
- Ouverture de la galerie Le Totem de la Borne dans les anciens ateliers Digan Grès (poterie de grès) créés par ses parents Pierre Digan et Janet Stedman à La Borne (mai 2019)[5],[21],[22]
- I Will Always See You, fresque monumentale créée à l'occasion des 25 ans de la mise en service du tunnel sous la Manche (Eurotunnel), située à Coquelles, côté français, et la plage de Sunny Sands Beach à Folkestone, côté anglais (2019)[23],[24]

2018
- Amazone, fresques, Le MUR & RATP, gare d'Auber, Paris (1er mars - 8 avril 2018)[25]
- Art from the street, exposition collective, musée ArtScience Museum, Singapour (13 janvier - 3 juin 2018)[26]

2017
- Marianne l'engagée, timbre d'usage courant gravé par Elsa Catelin et mis en service en 2018 (2017)[11]
- Queen of the underworld, exposition solo, Villa Molitor & Galerie Magda Danysz, Paris (12 mai - 2 juillet 2017)
- Urbain.es, Condition Publique, exposition collective, Street Generations, Roubaix (31 mars - 18 juin 2017)
- Éternelles Amazones, exposition solo, Fondation Blachère, Apt (9 février - 6 mai 2017)[27],[28],[29]

2016
- Art from the street', exposition collective, CAFA Museum, Pékin (1er juillet - 24 août 2016)

2015
- Les murs de la L2 avec l'artiste Maksim Lopez, Marseille (2015 - 2016)[30],[31]
- Amazing Amazons, exposition solo, French Art Studio, Londres (Royaume uni) (7 novembre - 26 novembre 2015)

2014
- Mur floral, rue du Chevaleret, dans le cadre de la Nuit blanche, Paris (octobre 2014)[32]
- Lost in the city, exposition solo, French Art Studio, Londres (Royaume uni) (2 avril - 27 avril 2014)

2013
- Exsitu, 7 artistes invités par le Studio 13/16, Centre Pompidou, Paris (13 avril - 16 juin 2013)[1]

2012
- Fantastic, street art, Lille 3000, Lille (6 octobre 2012 - 13 janvier 2013)

2011
- Women from another century, Galerie La Tour, Paris (octobre 2011)

2010
- Back to the Roots, Mairie de Sainte-Rose, Guadeloupe (2010)

2009
- Né dans la rue, exposition collective, Fondation Cartier, Paris (2009)

2008
- Stencil History X, exposition collective, Halcyon Gallery, New York (États-Unis) (2008)
- Stencil History X, exposition collective, Inoperable Gallery, Vienne (Autriche) (2008)

2007
- Open Your Eyes, Brazzaville (Congo) « (regarder en ligne) » (2007)
- Stencil History X, exposition collective, Palais de Tokyo, Paris (2007)
- YZ … Open Your Eyes, Itinerrance Gallery, Paris (2007)

2006
- Open Your Eyes, Bamako (Mali) « (présentation en ligne) » (2006)
- B girl Summit, exposition collective, Intermedia, Minneapolis (États-Unis) (2006)
- Fall down, exposition collective, Asterix Gallery, New York (États-Unis) (2006)

2005
- Open Your Eyes, New York (États-Unis) « (présentation en ligne) » (2005)

2004
- Open Your Eyes, Berlin (Allemagne) « (présentation en ligne) » (juin 2004)

2003
- Open Your Eyes, sur les murs de Paris (2003)[8],[33]

## Filmographie

### Réalisation
- New York City Girls, Documentaire, Réalisé par Yseult Digan, Image Yseult Digan, France, 52 minute, Mini DV, (2008)[34]
- You Go Tempo - The Law of the jungle, Documentaire, Réalisé par Yseult, Écrit par Tommy Addington, Joe Addington Digan, France, 52 minute, DV cam, « (regarder en ligne) », documentaire vidéo sur la scène drum'n'bass, (2001)[35]
- Amours et Galères - Loveville, Documentaire, Réalisé par Yseult, Royaume-Uni, 26 minute, Beta numérique, (2000)[36]
- Plan squat à Londres, Documentaire, Réalisé par Yseult, Royaume-Uni, 26 minute, Beta numérique, (2000)[37]

### Image
- Je ne suis pas ce que vous croyez, Documentaire, Philippe Claudon, Écrit par Hélène Orain, Image Yseult Digan, Gérard Grenier, Yannick Valluet, France, 52 minute, DV Cam, (2005)[38]
- L'amour n'a plus droit de cité, Documentaire, Philippe Claudon, Écrit par Hélène Orain, Image Yseult Digan, France, 52 minute, DV Cam, (2004)[39]

### Montage
- Catherine et Jacques en Seine, Philippe Claudon, Gilles Fleury, Montage Yseult Digan, France, 52 min, DV Cam, (2003)[40]

## Publication
- Nicole Crestou et Iseult Digan, Janet Stedman, Potière, 1945 – 1987,  Edition CCCLB & Association Janet Stedman, 2008, 88 p. (ISBN 978-2-9521982-3-3)

### Monographies
- Nicolas Gzeley et Violaine Pondard, DéDalE, Land’Artic , 2021, 512 p. (ISBN 9782957999804, présentation en ligne)
- Céline Malraux et Fondation Jean-Paul Blachère, Yseult YZ Digan : éternelles amazones, une armée sans couleur, Fondation Blachère, 2017, 48 p. (ISBN 978-2-917521-34-2)
- Céline Malraux (Textes), YZ, Open Your Eyes, Critères éditions, coll. « Opus Délits » (no 38), 2012, 72 p. (ISBN 978-2-917829-59-2, présentation en ligne)